# 张克绪
张克绪（？—？），汉军镶红旗人，清朝政治人物。监生出身。
张克绪曾于1751年接替杨师游任娄县知县一职，1751年由乔守仁接任。